# Libystica costalis
Libystica costalis là một loài bướm đêm trong họ Noctuidae.